# Aanepada
Aanepada fue un rey de la ciudad sumeria de Ur que vivió hacia el siglo XXVI a. C. Su nombre se conoce debido a una inscripción en la que se le menciona. Fue, probablemente, según comparaciones de sus inscripciones, contemporáneo a Ur-Nanshe, rey de Lagash que además aparece en la lista Real Sumeria.